# 창평향교
창평향교(昌平鄕校)는 대한민국 전라남도 담양군 고서면 교촌리에 있는 조선시대의 향교이다. 1985년 2월 25일 전라남도의 유형문화재 제104호로 지정되었다.

## 개요
향교는 훌륭한 유학자를 제사하고 지방민의 유학교육과 교화를 위하여 나라에서 지은 교육기관이다.
창평향교는 정종 1년(1399)에 지어졌다고 전해지고 있으나, 확실하지 않다. 성종 10년(1479)에 지금의 자리로 옮겼으며, 임진왜란(1592) 때 불타 없어진 것을 그 후에 다시 지었다. 현재 남아 있는 건물은 대성전·명륜당·동재·서재·내삼문 등이 있다.
건물은 경사지에 위치하여 내삼문을 경계로 공부하는 공간인 명륜당과 제사공간인 대성전을 두고 있어 전학후묘의 배치형식을 따르고 있다. 내삼문 뒤쪽에는 공자를 비롯하여 성현들의 위패와 제사를 모시는 대성전이 있다. 대성전의 주춧돌은 석탑의 지붕돌과 기단받침 등으로 된 것으로 보아 근처 절에서 유물을 옮겨와 이용한 것 같다.
조선시대에는 국가로부터 토지·노비·책 등을 지급 받아 학생들을 가르쳤으나, 갑오개혁(1894) 이후에는 교육적 기능은 없어졌다. 다만 봄·가을 2차례에 걸쳐 제사만 지내고 있다. 이곳에 보관하고 있는 책은 이 지방 향토사연구에 귀중한 자료가 되고 있다.

## 참고 자료
- 창평향교 - 국가유산청 국가유산포털